# Football à trois côtés

Terrain de football à trois côtés

Le football à trois côtés est un jeu situationniste inventé pour donner une nouvelle dimension au football. Il a été inventé par le situationniste danois Asger Jorn. Il se joue sur un terrain hexagonal et rassemble trois équipes pour un ballon. L'objectif préexistant à sa création est de « déconstruire la spectaculaire structure bipolaire du football conventionnel ». 

## Règles
Les règles sont différentes du football à deux côtés, l'équipe gagnante est celle qui a encaissé le moins de but. Ce jeu est imprévisible et permet de nombreuses alliances et retournements de situation contrairement à un jeu où les deux adversaires sont prédéfinis et fixés d'avance.

## Regain d'intérêt

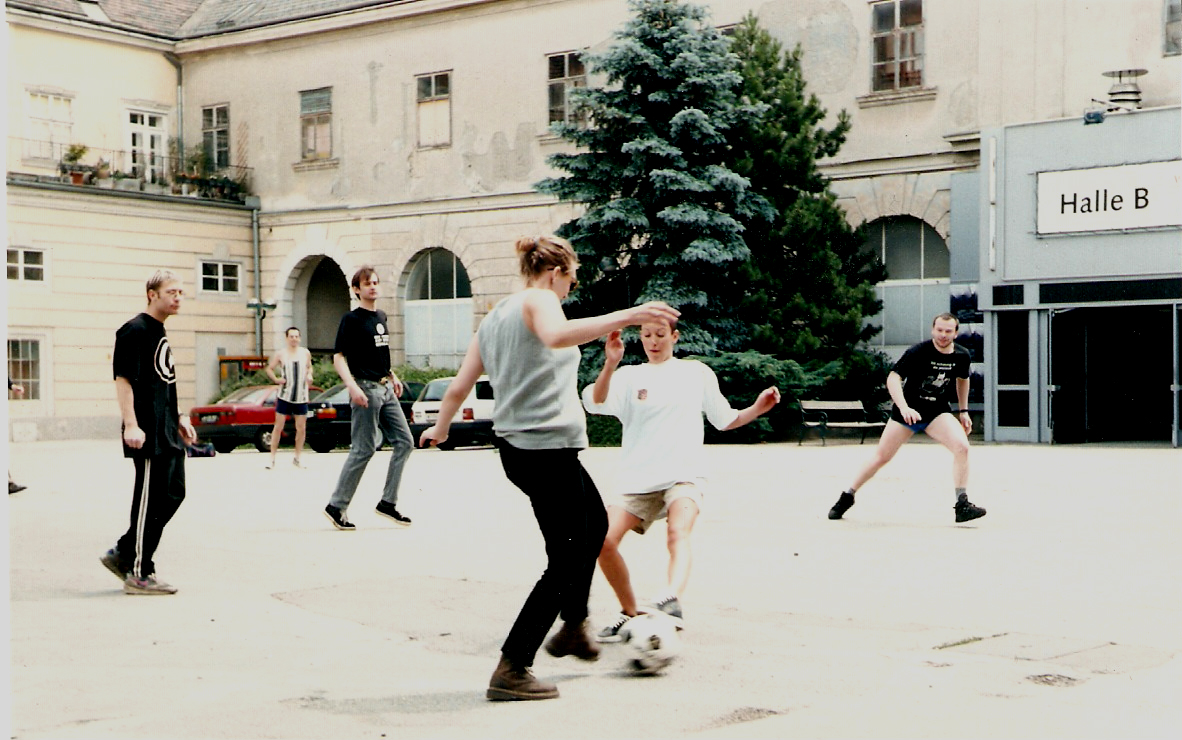
Football à trois côtés.

Il est actuellement mis en pratique par des groupes comme la Ligue Luther Blissett de football à trois côtés (Luther Blissett 3-Sided Football League) d'après les règles développées par l'Association psychogéographique de Londres (LPA), et ce dans différents pays ou régions, comme l'Angleterre, l'Écosse, l'Italie, la Serbie ou l'Autriche.
La première partie de football à trois côtés fut disputée à l'initiative de la LPA à l'Université d'été anarchiste de Glasgow en 1993. L'Association des Astronautes Autonomes a pratiqué le football à trois côtés comme technique d'entraînement à la navigation dans plusieurs directions à la fois. Différentes parties ont eu lieu en 1997 à Vienne et 1998 à Bologne à l'occasion des conférences intergalactiques de l'AAA, et organisée de manière informelle par l'AAA Rosko et l'AAA Paris Nord à Paris en juin 1998 en protestation contre le caractère binaire de la coupe du monde de football à deux côtés.
Dans le cadre des évènements liés à la Biennale d'art contemporain de Lyon, une compétition de football à trois côtés a été organisée le 31 octobre 2009 au Stade Gérin de Vénissieux. L'évènement se construit autour du paradoxe de présenter ce sport ésotérique comme un match de football amateur dans sa dimension la plus populaire possible. Le collectif Pied la Biche fut le principal instigateur de cette performance. 
En 2021, le collectif d'artistes Union Pragmatique réactualise le football à trois côtés sous la forme d'un Babyfoot à trois côtés. Le collectif organise le Premier tournoi de babyfoot à trois côtés le 21 novembre 2021 à l'Antre Peaux, à Bourges, lors des Rencontres Internationales Monde-s Multiple-s.,,

## Sports analogues
Un autre jeu à trois équipes, traditionnel et plutôt dérivé du rugby, est le Jeu du bonnet de Haxey (Haxey Hood Game) qui se joue encore, originellement à Haxey dans la province anglaise du Lincolnshire.